# Anna Bon
Anna Bon (Bologna, 1738 – dopo il 1767) è stata una compositrice e cantante italiana.

## Biografia
Figlia di Girolamo Bon librettista e scenografo originario di Bologna e di Rosa Ruvinetti cantante, nel 1743 all'all’età di quattro anni fu ammessa come studente all’Ospedale della Pietà di Venezia ove studiò viola con Candida della Pietà. Raggiunse quindi i suoi genitori a Bayreuth, mentre erano al servizio del margravio Friedrich von Brandenburg-Kulmbach. Lì lavorò come “virtuosa di musica da camera” e compose le sue Sonate per flauto op. 1. Dalla copertina della raccolta apprendiamo che all’epoca aveva 16 anni.
Nel 1762 la famiglia si stabilì a Eisenstadt presso la corte degli Esterhazy, ove Anna restò almeno fino al 1765. A Eisenstadt, nel 1757, compose e diede alle stampe la sua raccolta di Sonate per clavicembalo op. 2, che dedicò a Ernestina Augusta Sophia, principessa di Saxe-Weimar, e i sei Divertimenti (sonate a tre) op. 3 dedicate all’elettore di Baviera Carlo Teodoro.
Le ultime notizie su di lei risalgono al 1767, anno in cui viveva a Hidburghausen, in Turingia, sposata al cantante Mongeri.

## Opere

### Opera 1 - Sonate per flauto traverso
- Do Maggiore (adagio - allegro - presto)
- Fa Maggiore (largo - allegro - allegro)
- Si bemolle Maggiore (andantino - allegro - minuetto)
- Re Maggiore (allegro moderato - andante - allegro assai)
- Sol minore (allegro - andante staccato - allegro)
- Sol Maggiore (adagio - allegro - minuetto con variazione)

### Opera 2 - Sonate per clavicembalo
- Sol minore (allegro - andantino - allegretto)
- Si bemolle Maggiore (allegro non molto - andante - allegro)
- Fa Maggiore (allegretto - adagio - minuetto)
- Do Maggiore (allegro - largo - allegro)
- Si minore (allegro moderato - adagio non molto - allegro)
- Do Maggiore (allegro - minuetto con variazioni)

### Opera 3 - Sonate a tre
- Sol Maggiore
- Re Maggiore
- Re minore
- Sol Maggiore
- Do Maggiore
- La Maggiore